# Камо (Армения)
Вижте пояснителната страница за други значения на Камо.
Камо (на арменски: Կամո) е село и община в Армения, област Ширак. Според Националната статистическа служба на Армения през 2012 г. общината има 1545 жители.

## Демография
Броят на населението в годините 1831 – 2004 е както следва: